# Stipe Drviš
Stipe Drviš (Makarska, 8. lipnja 1973.), hrvatski boksač,  bivši svjetski boksački prvak u poluteškoj kategoriji po verziji WBA.

## Životopis
Boksom se počeo baviti 1992. g. u BK "Pula" u Puli za koji je osvojio 6 puta naslov prvaka Hrvatske. U amaterskoj karijeri nastupio je na Olimpijskim igrama 1996. i osvojio 5. mjesto. Godine 1997. na Mediteranskim igrama osvojio je 2. mjesto (pobijedio je Grk Georgios Mourlas).
1995. je godine sudjelovao kao hrvatski reprezentativac u kategoriji do 81 kg na Svjetskom prvenstvu u amaterskom boksu u Berlinu. Izgubio je u šesnaestini završnice od Sejšelanina Rolanda Raformea na bodove +1:1. Na tom je prvenstvu još nastupio hrvatski boksač, kasniji svjetski prvak Stjepan Božić (-75 kg), a od inih svjetskih prvaka, Vitalij Kličko i Felix Savon (-91 kg) te Luan Krasniqi (europski prvak iz Vejlea 1996., brončani s OI 1996.)
1997. je godine sudjelovao kao hrvatski reprezentativac u kategoriji do 81 kg na Svjetskom prvenstvu u amaterskom boksu u Budimpešti. Izgubio je u šesnaestini završnice od Turčina Yusufa Ozturka na bodove 9:6. Kuriozitet je da su na tom prvenstvu u inim kategorijama nastupili kasniji profesionalni svjetski prvaci Stjepan Božić (do 75 kg), Mirko Filipović (više od 91 kg) te bivši i kasniji legendarni superteškaši, svjetski prvaci Ruslan Čagajev i Felix Savon u teškoj i Sergej Ljahovič u superteškoj.
1998. je godine osvojio Svjetski kup. 
Od svibnja 1999. g. nastupa kao profesionalac u poluteškoj kategoriji. Drviš je 8. veljače 2003. postao prvak Europe pobijedivši Talijana Silvia Branca. Stipe je prvi poraz kao profesionalac doživio u Sydneyu protiv Paula Briggsa u borbi za naslov svjetskog prvaka. Svjetski prvak je postao u svojoj drugoj borbi za svjetski naslov 28. travnja 2007., kada je opet pobijedio Silvia Branca. Ubrzo nakon osvajanja naslova prvaka, izjavio je da se želi povući iz boksa. Dana 16. prosinca, Stipe je ozlijeđen i nemotiviran, znajući da mu je to posljednja borba u karijeri, izgubio naslov svjetskog prvaka, u Perthu protiv domaćeg boksača Dannyja Greena. Drviš se nakon borbe, definitivno povukao iz boksa.
Bio je u kutu Mirka Filipovića kad je Filipović pobijedio na završnom je turniru K-1 za 2012. godinu, koji se održao 15. ožujka 2013. u Zagrebu.
Uz Stipu Drviša, titulu svjetskog prvaka osvojili su hrvatski boksači Fritzie Zivic (Ferdinand Živić) i Mate Parlov. 

## Filmografija
- Farma kao Stipe Drviš

## Vanjske poveznice
- BoxRec  Arhivirana inačica izvorne stranice od 26. ožujka 2014. (Wayback Machine)